# Jean Kling (architecte)
Pour les articles homonymes, voir Kling.
Ne doit pas être confondu avec Jean Kling (rabbin).
Jean Kling (1925-2001) est un architecte français.

## Biographie
D'un premier mariage avec Claude Dupeux, qui sera connue par la suite comme sculptrice sous le nom de Claude Lalanne, il a trois filles. Il se remarie ensuite avec Mary Gottlieb (1936-2010), qui sous le nom de Mary Kling sera une des pionnières en France du métier d'agent littéraire.

## Œuvre
Avec Marcel Roux et André Sive, il contribue au premier plan d'urbanisme de Firminy, conçu par Charles Delfante et intitulé « Firminy-Vert » en 1954. Leurs constructions respectent les grands principes de la Charte d'Athènes (plus de 88 % de verdure et le reste en bâti), dont Le Corbusier est l'un des fondateurs. 

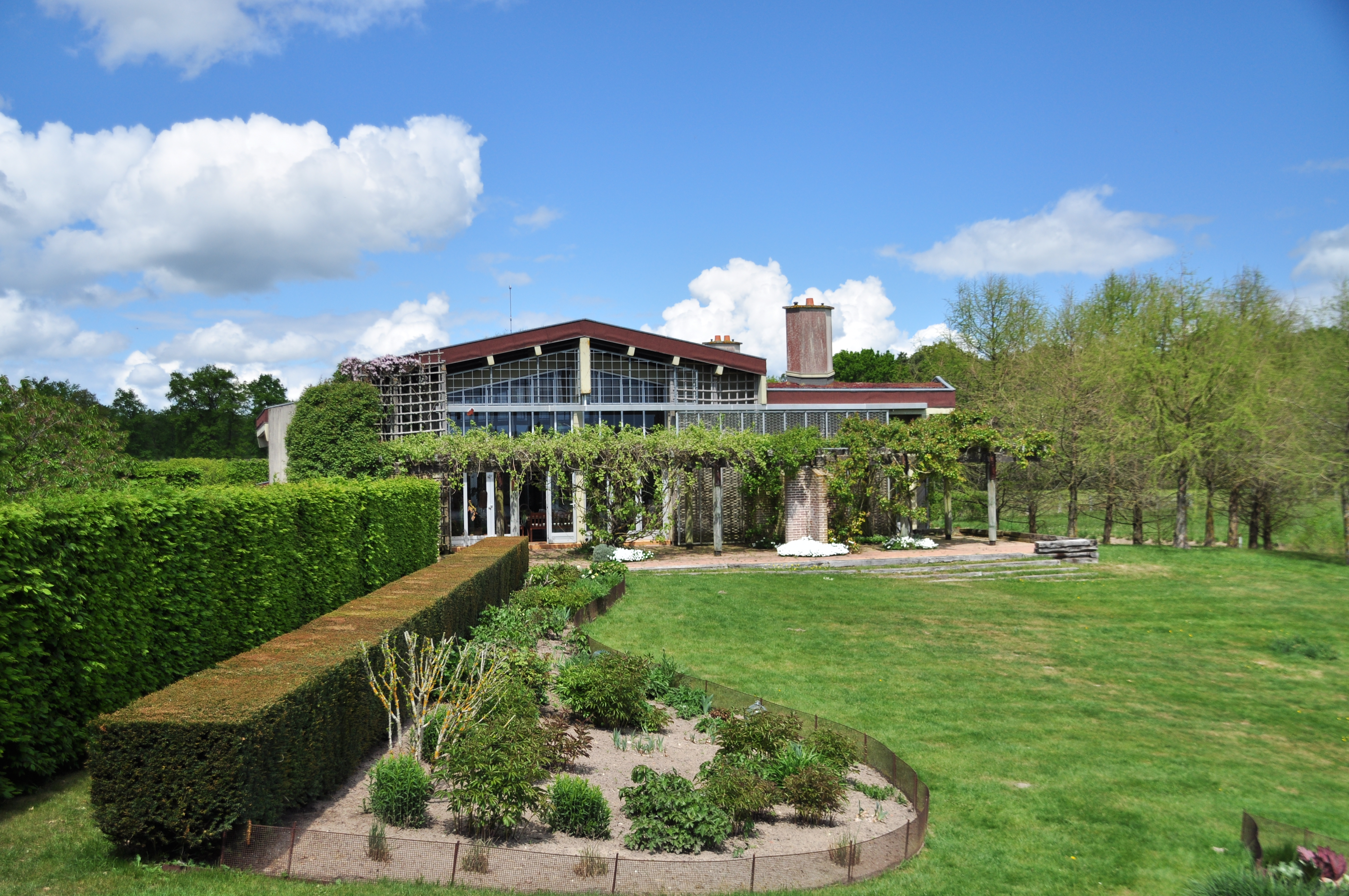
La Triballe Architecte Jean Kling